# Калузький машинобудівний завод
Калу́зький завод колійних машин і гідроприводів (рос. Калугапутьмаш) — машинобудівне підприємство, розташоване в місті Калуга, випускає промислові тепловози, колійні машини, гідропередачі.

## Історія заводу
Завод заснований в 1874 році як головні Калузькі залізничні майстерні Ряжсько-Вяземської залізниці. З 1929 року завод отримує назву Калузький паровозовагоноремонтний і автодрезинобудівний завод. В 1931 отримує назву Калузький машинобудівний завод.
У 30-ті роки XX століття завод виготовляв мотодрезини і автомотриси для залізниць, мотовози серії М для промислових підприємств, парові котки для укладання автодоріг, пересувні компресорні станції та електростанції.
В 1933 завод будує перший в СРСР маневровий тепловоз серії  АА.
Під час Великої Вітчизняної війни завод евакуювали в Красноярськ. Відразу після звільнення Калуги, в серпні 1942 року на заводі поновлюється виробництво . У роки війни завод виробляє: дезінфекційні камери, копри для забивання паль з дизель-молотами, газогенератори, рейкові і паровозні домкрати, парові кран и на залізничному ходу.
В 1950-ті роки XX століття завод виробляє самохідні підбивно -рихтувальні машини, колієукладачі, мотовози-електростанції, вузькоколійний тепловоз ТУ2, промисловий тепловоз ТГК, розпочато випуск гідромеханічних передач. В 1960-ті розпочато виробництво турботрансформаторів для бурових установок.
В 1984 році почав поставки на завод «Škoda Holding» до Чехословаччини гідропередач для АЧ2.
У грудні 2013 завершилися переговори про продаж 96,61 % акцій підприємства групі «Сінара»..

## Продукція заводу
- Укладальні крани;
- Колійні рейкозварювальні самохідні машини;
- виправно-підбивно-рихтувальні машини;
- Рихтувальні машини;
- Промислові тепловози;
- Мотовози
- Уніфіковані гідропередачі (для промислових тепловозів і колійних машин);
- Турботрансформатори для силових агрегатів бурових установок.